# Condado de Estill
El condado de Estill (en inglés: Estill County) es un condado en el estado estadounidense de Kentucky. En el censo de 2000 el condado tenía una población de 15.307 habitantes. La sede de condado es Irvine. El condado fue fundado en 1808 y fue nombrado en honor al capitán James Estill, un militar de Kentucky que murió en la Batalla de Little Mountain durante la Guerra de Independencia de los Estados Unidos.

## Geografía

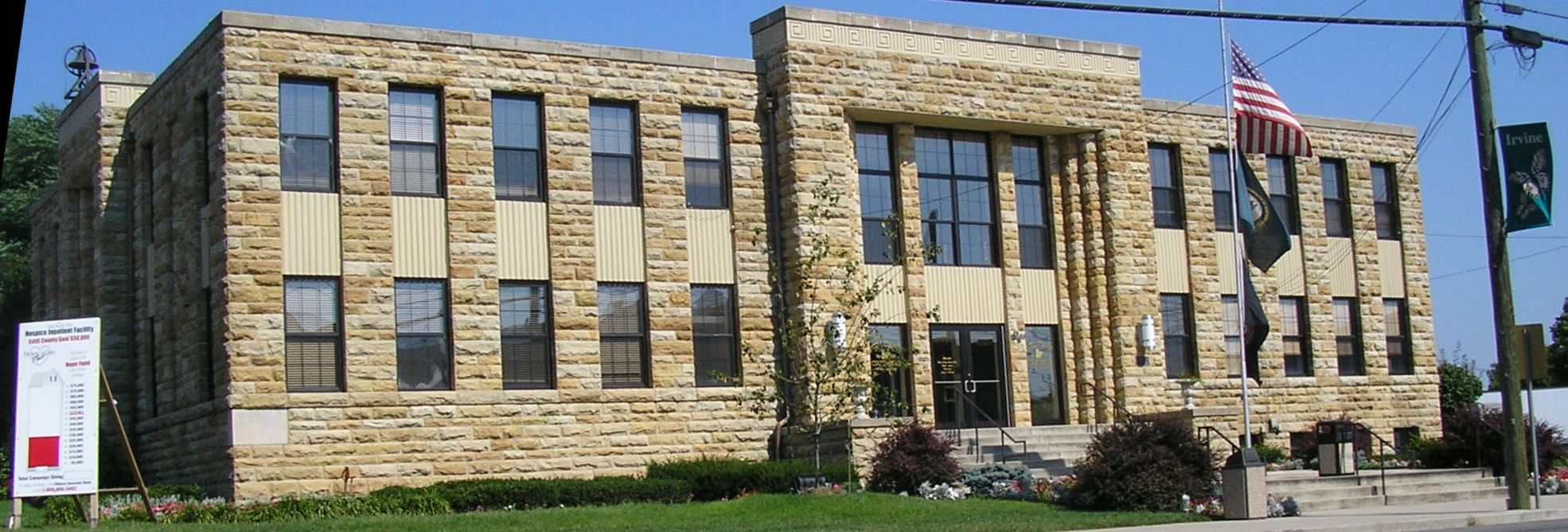
Juzgado del condado de Estill en Irvine.

Según la Oficina del Censo, el condado tiene un área total de 663 km² (256 sq mi), de la cual 658 km² (254 sq mi) es tierra y 5 km² (2 sq mi) (0,69%) es agua.

### Condados adyacentes
- Condado de Clark (norte)
- Condado de Powell (noreste)
- Condado de Lee (sureste)
- Condado de Jackson (sur)
- Condado de Jackson (oeste)

### Áreas protegidas nacionales
- Daniel Boone National Forest

## Demografía
En el  censo de 2000, hubo 15.307 personas, 6.108 hogares y 4.434 familias residiendo en el condado. La densidad poblacional era de 60 personas por milla cuadrada (23/km²). En el 2000 había 6.824 unidades unifamiliares en una densidad de 27 por milla cuadrada (10/km²). La demografía del condado era de 99,07% blancos, 0,11% afroamericanos, 0,24% amerindios, 0,03% asiáticos, 0,06% de otras razas y 0,49% de dos o más razas. 0,53% de la población era de origen hispano o latino de cualquier raza. 
La renta promedio para un hogar del condado era de $23.318 y el ingreso promedio para una familia era de $27.284. En 2000 los hombres tenían un ingreso medio de $29.254 versus $18.849 para las mujeres. La renta per cápita para el condado era de $12.285 y el 26,40% de la población estaba bajo el umbral de pobreza nacional.

## Ciudades y pueblos
- Irvine
- Ravenna